# 12188 Kalaallitnunaat
12188 Kalaallitnunaat este o planetă minoră (asteroid) din centura de asteroizi. A fost descoperită pe 9 august 1978 la Observatorul La Silla de Richard M. West⁠(d). 
Obiectul prezintă o orbită caracterizată de o semiaxă mare de 2,2986086 UAi, o excentricitate de 0,23, o înclinație de 5,23223 ° în raport cu ecliptica.